# Renova (compañía)
Renova es una empresa portuguesa que hace productos de papel, tales como papel higiénico (tanto blanco como de colores), papel de cocina, servilletas, pañuelos... Además de Portugal, comercializa sus productos en España desde 1990, en Francia desde 2002 y en Bélgica desde 2004. En 2006 comienza a fabricar sus productos de papel de colores.
Sus oficinas centrales se encuentran en la localidad de Torres Novas.
En 1999 adquiere la compañía Promineral, dedicada al embotellamiento de las marcas de agua mineral natural Gloria Patri y Magnificat (ambas con manantiales en la isla de São Miguel, perteneciente al archipiélago de las Azores).
- Datos: Q1129700
- Multimedia: Renova - Fábrica de Papel do Almonda, SA / Q1129700